# Dean Lennox Kelly
Dean Lennox Kelly, född 1975, är en brittisk skådespelare som i sitt hemland är mest känd för sin roll som Kev Ball i Tv-serien Shameless. Han har även medverkat i ett flertal andra Tv-serier såsom Tipping the Velvet, Doctor Who och Being Human. Han spelar också en av huvudrollerna i filmen Frequently Asked Questions About Time Travel.